# Orthotrichia yabbaca
Orthotrichia yabbaca är en nattsländeart som beskrevs av Wells 1983. Orthotrichia yabbaca ingår i släktet Orthotrichia och familjen smånattsländor. Inga underarter finns listade i Catalogue of Life.